# Metacrocea postflava
Metacrocea postflava là một loài bướm đêm thuộc phân họ Arctiinae, họ Erebidae.